# 2022年のJリーグ
この項目では、2022年シーズンの日本プロサッカーリーグ (Jリーグ) について述べる。

## 概要
Jリーグ発足から30年目のシーズン。明治安田生命保険相互会社をタイトルパートナー (冠スポンサー)として、「2022明治安田生命Jリーグ」(英: 2022 MEIJI YASUDA J.LEAGUE) の名称で行われた。2021年12月21日に主なレギュレーションが発表された。
2020年・2021年は新型コロナウイルス流行の影響で昇降格に関わるレギュレーションが変更されたものの、当年は基本的なレギュレーションを2019年までと同様のものに戻し、J1参入プレーオフも3年ぶりに実施する。一方で、この期間に導入された「5人交替ルール」については国際サッカー評議会 (IFAB) の会議にて今後恒久的なルールとなる可能性があることが合意されたことなどを踏まえて継続採用とするほか、2021年シーズンに導入された「脳震盪による交代（再出場なし）の追加における試行」についても試行を継続する一方、リーグカップにおける「U-21先発出場ルール」並びにJ2・J3における「JリーグU-21選手出場奨励ルール」については引き続き適用を中止することとした。
また2022 FIFAワールドカップが11月21日開幕の日程で組まれていることを踏まえ、J1リーグが2月19日開幕・11月5日最終節、J2リーグが2月19日開幕・10月23日最終節と例年より大幅に前倒しされている。J3リーグは開幕は平年並みの3月12日だったが、最終戦は11月20日と、こちらも平年より早く閉幕する日程となっている。

## できごと
日付は特記なき限り2022年。
2021年12月24日
各クラブのホーム開幕カードが発表される。この年は新たな試みとして、クラブへの通知とほぼ同時にJリーグの公式YouTubeチャンネル「JリーグTV」からのライブ配信で一般向けに発表するという形式を取った。
J1は前年同様1試合（川崎フロンターレ vs FC東京）が2月18日金曜日開幕となり、その他のカードは翌19日土曜日と20日日曜日に開幕。J2は2月19日・20日に、J3は3月12日・13日に開幕。AFCチャンピオンズリーグ2022の兼ね合いで、浦和レッズのホーム開幕が2月23日水曜日（第9節前倒し分・vsヴィッセル神戸戦）となるほか、J2に昇格するいわてグルージャ盛岡（vs栃木SC戦）はモンテディオ山形（vsベガルタ仙台戦）共々第5節（3月19日or20日）がホーム開幕戦となる。
1月21日
2022年シーズンの全日程が発表される。今季は国立競技場でJ1の3試合が行われる予定。国立競技場でJリーグの試合が行われるのは国立霞ヶ丘競技場陸上競技場時代の2014年5月6日に行われたヴァンフォーレ甲府vs浦和レッズ以来8年ぶり。また、今季からJ3に参入するいわきFCは、Jヴィレッジスタジアムで15試合、いわきグリーンフィールドで2試合を開催する。
1月31日
この日行われた理事会で、以下の事項を決定。
- 前年は原則全ての試合で設けていた飲水タイムについて、湿球黒球温度（暑さ指数、WBGT値）が基準値に達した場合にのみ実施する（新型コロナウイルス感染拡大前のルールに戻す）。
- Jリーグ公式試合における写真・動画撮影に関するルールを緩和し、投稿者本人が撮影した写真・動画（試合中にピッチ内を撮影した動画を除く）をSNS等に公開することを認める。
- 前年実施された「エントリー下限人数」「みなし開催」ルールを継続適用し、試合中止時の代替日程の設定について、それまでの「原則1ヶ月（31日）以内」から「原則45日以内」に緩和する。

また、同じ理事会で、第5代Jリーグチェアマンの村井満の後任候補者を含む業務執行理事候補者を内定者として2022年度定時社員総会の理事選任議案に含めることを承認。第6代Jリーグチェアマン候補に株式会社コンサドーレ代表取締役会長で元Jリーガーの野々村芳和、その他の業務執行理事（常務理事）候補に現職の窪田慎二の他、髙田春奈（株式会社V・ファーレン長崎代表取締役社長、2月28日付けで退任）、並木裕太（フィールドマネージメント代表取締役、元Jリーグ業務執行理事）、馬場浩史（NTTドコモスポーツ＆ライブビジネス推進室長）を選任。
2月16日
この日行われた臨時理事会で、J1参入プレーオフの開催方式について「決定戦はJ1クラブのホームで行い、90分間で同点の場合はJ1クラブが残留」とするレギュレーションとする（2019年以前の方式を踏襲する）ことを決定。これについては、2021年12月21日の理事会で「90分で同点の場合は延長戦を実施し、なお同点の場合はPK戦とする」という形が一旦は承認された形となったが、理事会後のメディアブリーフィングでこの記述がミスであることが判明し、改めて協議を行うことになったもの。なお、この取り扱いは「現時点では暫定的な形で従来を踏襲」したものであり、引き続き議論を継続することが明言されている。
2月28日
この日行われた理事会で、以下の事項を決定。
- コバルトーレ女川、東京23FC、高知ユナイテッドSC、沖縄SVの4クラブをJリーグ百年構想クラブに承認。一方で、鈴鹿ポイントゲッターズについてはクラブのガバナンス体制に不備があると認められることから、「ガバナンス体制の改善」「ステークホルダーからの支援継続」を解除条件とした「Jリーグ百年構想クラブ資格の解除条件付き資格停止」とすることを決定。
- Jリーグクラブ（運営会社）自身の株式上場を可能とするための資本流動性に関するJリーグ規約の改定を決定。具体的には、15%未満の少数株式の異動に関するリーグへの事前報告を廃止する代わりに新たな株主の適正性をリーグが審査する制度を導入するほか、クロスオーナーシップを禁ずる観点からクラブの役職員が他クラブの株式保有を禁ずるというもの。

3月15日
この日行われた社員総会および臨時理事会において、野々村芳和が第6代Jリーグチェアマンに正式就任し、その他の理事を選任。常勤理事の窪田慎二、非常勤理事の立石敬之と馬場渉、特任理事の夫馬賢治を除く全員が新任となった。
3月28日
この日行われた理事会で、福島ユナイテッドFCのホームタウンを「福島市、会津若松市、伊達市、国見町、桑折町、川俣町を中心とする全県」に変更（中心となる自治体に伊達市、国見町、桑折町、川俣町を追加）することを承認。
又、同じ理事会でJFA技術委員会委員長の反町康治を非常勤理事に内定。
4月2日
この日行われたJ1第6節・鹿島アントラーズvs清水エスパルス（県立カシマサッカースタジアム）の63分（後半18分）に交代を命じられた鹿島MFディエゴ・ピトゥカがピッチ外に出た直後、テクニカルエリア内にあったペットボトルを観客席に向かって蹴り飛ばしたとして、主審の谷本涼は交代直後のディエゴ・ピトゥカに退場処分を命じる。この行為について、Jリーグは6日、「きわめて危険な行為」および「きわめて反スポーツ的な行為」として、ディエゴ・ピトゥカに4試合の出場停止処分を科すことを決定。
4月3日
この日行われたJ2第8節・モンテディオ山形vsファジアーノ岡山（NDソフトスタジアム山形）の前半10分、山形DF半田陸のゴールマウスに向かうバックパスを山形GK後藤雅明がペナルティエリア内で手で掻き出したところ、主審の清水修平は岡山に間接フリーキックを与えつつも、GK後藤に対してレッドカードを提示して退場処分とした（試合はその後岡山が1-0で勝利）。しかし、この取り扱いは競技規則に明記された「（GKがペナルティエリア内でバックパスを手で扱っても）懲戒の罰則は与えられない」とする処分と異なる ことから、Jリーグは翌4月4日付けで「勝敗の決定に影響を及ぼす、担当審判員による明らかな競技規則の適用ミスがあった」ことを確認したとして、JFAを通じて国際サッカー評議会 (IFAB) にも確認し、この試合の取り扱いについて協議。競技規則上「プレーに関する事実についての主審の決定は最終である」が、本事象は「そもそも競技規則に従っていない」ため、直ちに「主審の決定を最終である」とはならないことを確認した上で、翌4月5日に臨時の実行委員会及び理事会を開催し、再試合を行うことを決定した。また、山形GK後藤の退場処分についても「退場処分として扱わない」とする決定が示された。
再試合の具体的な実施方法について検討が進められた結果、5月31日の理事会で「前半11分0秒・岡山の間接フリーキックからの再開試合を実施」「出場・エントリーメンバーの制限は設けない」「出場・エントリー選手を変更する場合は、交代枠を使用したとみなさない」「前半10分のバックパス処理の反則までの記録は有効で、それ以降の記録は無効（従って、岡山MF木村太哉の得点も取り消しとなる）」と取り扱うことが承認された。試合日については引き続き調整が行われ、6月28日の理事会で8月31日にNDソフトスタジアム山形で開催されることが決定した。
4月26日
この日行われた理事会で、以下の事項を決定。
- ベガルタ仙台のホームタウンを「仙台市を中心とする全県」に変更（仙台市を除く宮城県内34市町村を追加）することを承認。
- 京都サンガF.C.のホームタウンを「京都市、宇治市、城陽市、向日市、長岡京市、京田辺市、木津川市、亀岡市、南丹市、京丹波町、福知山市、舞鶴市、綾部市、八幡市、宮津市」に変更（宮津市を追加）することを承認。

加えてこの日、2022シーズンの「ホームグロウン選手」の人数および不遵守への対応について公表。いわてグルージャ盛岡・福島ユナイテッドFC・ザスパクサツ群馬・SC相模原・藤枝MYFC・テゲバジャーロ宮崎の6クラブについてはホームグロウン選手が1名も所属していなかったことから、翌年度のプロA選手登録枠（いわゆる「25名枠」）が1名分減じられることとなった。
5月16日
5月21日の試合より、公式試合球を2022 FIFAワールドカップ公認モデルの「アル・リフラ」に変更。
5月17日
新型コロナウィルス感染症対策として全面的に禁じられてきた「声出し応援」について、特定の試合の特定観戦エリアから段階的に緩和していくことを決定。6月11日に行われるルヴァンカッププレーオフステージ・鹿島アントラーズvsアビスパ福岡（県立カシマサッカースタジアム）と、6月12日に行われるJ2第21節・東京ヴェルディvsいわてグルージャ盛岡（味の素スタジアム）を皮切りに、順次対象試合を増やして行く予定。
5月21日
この日行われたJ1第14節・湘南ベルマーレvsヴィッセル神戸（レモンガススタジアム平塚）の90+6分（後半アディショナルタイム6分）、神戸MFアンドレス・イニエスタのフリーキックが直接決まったように見えたが、ビデオ・アシスタント・レフェリー (VAR) が介入し、イニエスタのシュートが神戸FW武藤嘉紀の腕に当たっていたとしてハンドの反則を認めノーゴールの判定。これに対し、武藤のハンドの直前に湘南FWタリクの肘にも当たっていたように見えたことから、神戸の複数の選手が主審の今村義朗を取り囲んで執拗に抗議した。この行為について、Jリーグは24日、「同一チームの何人かの選手等が審判等に集団で詰め寄って、脅しをかけるような言葉や態度を用いた場合、あるいは、見苦しい抗議を執拗に繰り返し行なった場合」に該当すると認定し、神戸に対して罰金50万円の処分を科すことを決定。
また、同じ日に行われたJ1第14節・アビスパ福岡vs横浜F・マリノス（ベスト電器スタジアム）の77分（後半32分）、横浜FM FWアンデルソン・ロペスが福岡DF宮大樹に背中を押されたことに腹を立てて宮に向かって唾を吐きかける。その後プレーが止まった時点でVARが介入し、オンフィールド・レビューでこの行為を確認した主審の松尾一がアンデルソン・ロペスに退場処分を命じる（唾吐き行為がVARによって確認されたのはJリーグ初）。この行為について、Jリーグは24日、「選手等に対してつばを吐きかける行為」に該当すると認定し、アンデルソン・ロペスに6試合の出場停止と罰金60万円の処分を科すことを決定。
5月31日
この日行われた理事会で、J2第8節・山形vs岡山の取扱いについての決定の他、以下の事項を決定。
- おこしやす京都ACが申請していたJリーグ百年構想クラブ認定について審査を行ったが、普及活動（サッカースクールまたはクリニックを1年以上継続して実施）に関して条件が未充足であると判断されたことから「認定せず」との結論。
- 徳島ヴォルティスのホームタウンを「鳴門市、徳島市、美馬市、吉野川市、小松島市、阿南市、板野町、松茂町、藍住町、北島町を中心とする全県」に変更（中心となる自治体に阿南市を追加）することを承認。
- 松本山雅FCのホームタウンを「松本市、塩尻市、山形村、安曇野市、大町市、池田町、生坂村、箕輪町、朝日村、高森町」に変更（高森町を追加）することを承認。
- 5月17日に決定した「声出し応援」の段階的緩和対象試合として7月開催分の6試合（J1・J2各3試合）を追加。

6月28日
この日行われた理事会で、以下の事項を決定。
- 資格停止中であった鈴鹿ポイントゲッターズのJリーグ百年構想クラブ資格について「ガバナンスの改善に至ると客観的に判断できうるまでの十分な体制構築が行われていない」（資格停止の解除条件未充足）との理由から、失格（資格喪失）として取り扱うことを決定。
- クラブライセンス判定における財務基準の特例措置（債務超過、3期連続赤字をライセンス交付の判定対象としない）を2021年度末で終了することを決定。これにより、2022年度・2023年度は猶予期間として「債務超過額が前年度より増加しないこと」「新たに債務超過額とならないこと」が条件となり、3期連続赤字によるライセンス不交付判定の起算年となる。

7月26日
この日行われた理事会で、アパレルブランド「SOPH.」創業者の清永浩文と、Jリーグの行うクリエイティブデザインへの助言や提言を行う「Jリーグクリエイティブディレクター」契約を締結。
また、浦和レッズに対し、同クラブのサポーターが行った以下の2事案についてクラブが防止することも制止することもできず、Jリーグ規約第51条（サポーターに秩序ある適切な態度を保持させる義務）に違反しJリーグの社会的信用を毀損したとして、クラブに対して譴責と罰金2,000万円の処分を科すことを決定するとともに、今後浦和がサポーターの行為に起因する懲罰事案を発生させた場合、クラブに対して無観客試合の開催又は勝点減といった懲罰を諮問する可能性がある付言が成された。
- 5月21日に行われたJ1第14節・鹿島アントラーズ戦（埼玉スタジアム2002）で、少なくとも60名のサポーターが試合前のチームバス到着の前後に約10分間集団で声出し応援を行い、一部のサポーターは（場内での着用が求められている）マスクをずらしたり外したりしていた。
- 7月2日に行われたJ1第19節・ガンバ大阪戦（パナソニックスタジアム吹田）で、約100名のサポーターが試合終了間際の5分間集団で声だし声援を行い、一部のサポーターは（場内での着用が求められている）マスクをずらしたり外したりしていた。

8月3日
この日行われたルヴァンカップ準々決勝第1戦・ヴィッセル神戸vsアビスパ福岡（ノエビアスタジアム神戸）の94分、福岡のGK山ノ井拓己が城後寿に替わってフィールドプレーヤーとして出場。Jリーグ公式戦でGK登録の選手がフィールドプレーヤーとして出場したのは2015年のJ3リーグでの2例以来7年ぶりで、リーグカップでは初めて。
8月20日
この日行われたJ3第21節・FC岐阜vs藤枝MYFC（岐阜メモリアルセンター長良川競技場）は、前半22分（21分13秒）に雷雨の影響で試合を中断、天候回復を待ったがそのまま試合中止となり、点差がついていた（岐阜0-1藤枝）ことを踏まえ後日中断時点からの再開試合となることが決定した。
8月30日
この年のJリーグアウォーズの概要を発表。これまでのJ1リーグを対象とした表彰式（有観客開催を予定）に加え、J2リーグ・J3リーグを対象とした独自の表彰をそれぞれオンライン配信で実施する。
また、名古屋グランパスに対し、7月16日に開催予定だったJ1第22節・ホーム川崎フロンターレ戦（豊田スタジアム）の実施可否の判断にあたり、クラブがJリーグに事実と異なる報告をしたことでJリーグ規約第56条（公式試合の日程遵守義務）を安易に回避したとの疑念を生じさせJリーグの社会的信用を毀損したとして、クラブに対して譴責と罰金200万円の処分を科すことを決定。
9月27日
この日行われた理事会で以下の事項を決定。
- フットボール戦略に関する事項の検討・立案、試合日程・リーグ構造・大会方式に関する事項の検討・立案などを所管する「フットボール委員会」の設置を決定。
- Jリーグアウォーズで14名の元審判員（後述）に対し「功労審判員賞」を授与することを決定。功労審判員の表彰は2005年のレスリー・モットラム、2011年の岡田正義以来。
- 2023年シーズンから3年間について、ビデオ・アシスタント・レフェリー (VAR) を引き続きJ1リーグ戦・スーパーカップ・リーグカップ（ノックアウトステージのみ）・J1参入プレーオフ（決定戦のみ）に導入することを決定。
- J1クラブライセンス ならびにJ3クラブライセンス（J3入会を希望するクラブ） の判定結果を承認（詳細後述）。
- 水戸ホーリーホックのホームタウンを「水戸市、日立市、ひたちなか市、笠間市、那珂市、小美玉市、常陸太田市、北茨城市、常陸大宮市、高萩市、茨城町、城里町、大洗町、大子町、東海村」に変更（日立市、常陸太田市、北茨城市、常陸大宮市、高萩市、大子町を追加）することを承認

また、明治安田生命保険との間で、2023年シーズン以降4年間の「Jリーグタイトルパートナー」契約の更新に基本合意したことが明らかにされた。
9月29日
この日行われた公益社団法人日本女子プロサッカーリーグ（WEリーグ）の定時社員総会ならびに理事会において、Jリーグ業務執行理事の髙田春奈を、任期満了で退任する岡島喜久子の後任の代表理事（チェア）に選任。これを受けて高田がJリーグ業務執行理事を退任し、Jリーグ特任理事に就任（9月27日開催の理事会で承認済み）。なお、高田の後任となる業務執行理事は置かない。
なお、同日のWEリーグの定時社員総会ならびに理事会において、アルビレックス新潟MF島田譲がWEリーグ理事に就任することも決定している（現役のプロサッカー選手がWEリーグの理事を務めるのは初めて）。
10月6日
7月6日開催のJ2第25節の前日、東京ヴェルディDFアルハンが自身のSNSで初めて公式戦にメンバー入りしたことを投稿したこと（同日中に削除）について、Jリーグ規約で禁じている「内部事情の第三者への開示または漏えい」に該当するとして、クラブがアルハンに対し独自に譴責処分を科したのと別に、リーグとして担当通訳に対して譴責の処分を科すことを決定。
10月16日
この日行われたJ2第41節第2日の結果、アルビレックス新潟のJ2優勝（2003年シーズン以来19年ぶり2回目の優勝）が決定。
10月21日
テゲバジャーロ宮崎は、所属するFW工藤壮人（元日本代表）が同日14時50分に亡くなったと公表した。10月2日の練習時間外に体調不良を訴え、医療機関で水頭症の診断を受けて入院、手術を行ったが、10月17日から容態が悪化し集中治療室 (ICU) にて治療を続けていたことが公表されていた。
10月25日
この日行われた理事会でJ2ライセンス 及びJ3ライセンス の判定結果を了承。また、日本フットボールリーグ (JFL) 所属の5クラブに対して条件付きでJ3入会を承認（詳細後述）。
11月5日
この日行われたJ1第34節の結果、横浜F・マリノスのJ1優勝（2019年シーズン以来3年ぶり5回目の優勝）が決定。
また、この日行われたJFL第28節の結果により、奈良クラブのJリーグ (J3) 入会が決定。
11月6日
この日行われたJ3第32節の結果、いわきFCのJ3優勝（初優勝）が決定。
11月20日
この日行われたJFL第30節第1日の結果により、FC大阪のJリーグ (J3) 入会が決定。

### 試合の中止・延期
特記なき限り代替試合は当初予定されていた会場で開催。
| 中止日  | 大会・節           | 対戦カード（会場）          | 中止・延期理由                 | 代替試合日 | 備考 |
| ------- | ------------------ | --------------------------- | ------------------------------ | ---------- | ---- |
| 2月19日 | J2第1節            | 大分 - 水戸（昭和電ド）     | 大分関係者のCOVID-19陽性判定   | 3月9日     |      |
| 2月23日 | ルヴァン杯 GS第1節 | 大分 - 鹿島（昭和電ド）     | 大分関係者のCOVID-19陽性判定   | 3月15日    |      |
| 2月23日 | ルヴァン杯 GS第1節 | FC東京 - 磐田（味スタ）     | FC東京関係者のCOVID-19陽性判定 | 3月15日    |      |
| 2月26日 | J1第2節            | FC東京 - 名古屋（味スタ）   | FC東京関係者のCOVID-19陽性判定 | 4月20日    |      |
| 3月26日 | ルヴァン杯 GS第3節 | 札幌 - 京都（札幌ド）       | 京都関係者のCOVID-19陽性判定   | 4月20日    |      |
| 4月3日  | J3第4節            | 八戸 - 沼津（プラスタ）     | 沼津関係者のCOVID-19陽性判定   | 4月21日    |      |
| 4月3日  | J3第4節            | 岐阜 - 鳥取（長良川）       | 岐阜関係者のCOVID-19陽性判定   | 5月18日    |      |
| 4月29日 | J3第7節            | 相模原 - YS横浜（ギオンス） | 相模原関係者のCOVID-19陽性判定 | 5月19日    |      |
| 5月4日  | J3第8節            | 八戸 - 相模原（プラスタ）   | 相模原関係者のCOVID-19陽性判定 | 6月15日    |      |
| 5月5日  | J3第8節            | 鳥取 - 愛媛（Axis）         | 鳥取関係者のCOVID-19陽性判定   | 5月25日    |      |
| 5月8日  | J2第15節           | 大宮 - 岩手（NACK）         | 岩手関係者のCOVID-19陽性判定   | 5月18日    |      |
| 5月14日 | J2第16節           | 岩手 - 山形（いわスタ）     | 岩手関係者のCOVID-19陽性判定   | 6月15日    |      |
| 5月25日 | J1第15節           | G大阪 - 広島（パナスタ）    | 広島関係者のCOVID-19陽性判定   | 6月29日    |      |
| 7月6日  | J1第20節           | 川崎 - 鳥栖（等々力）       | 鳥栖関係者のCOVID-19陽性判定   | 8月31日    |      |
| 7月16日 | J2第27節           | 東京V - 徳島（味スタ）      | 東京V関係者のCOVID-19陽性判定  | 8月24日    |      |
| 7月16日 | J1第22節           | 名古屋 - 川崎（豊田ス）     | 名古屋関係者のCOVID-19陽性判定 | 9月14日    |      |
| 7月17日 | J3第17節           | 今治 - YS横浜（夢スタ）     | YS横浜関係者のCOVID-19陽性判定 | 8月6日     |      |
| 7月23日 | J2第28節           | 千葉 - 甲府（フクアリ）     | 甲府関係者のCOVID-19陽性判定   | 8月17日    |      |
| 7月23日 | J2第28節           | 水戸 - 大分（Ksスタ）       | 水戸関係者のCOVID-19陽性判定   | 8月23日    |      |
| 7月23日 | J3第18節           | いわき - 松本（Jスタ）      | 松本関係者のCOVID-19陽性判定   | 8月7日     |      |
| 8月6日  | J1第24節           | 福岡 - G大阪（ベススタ）    | 福岡関係者のCOVID-19陽性判定   | 8月31日    |      |
| 8月13日 | J1第25節           | 横浜FM - 湘南（日産ス）     | 台風8号の影響                  | 9月7日     |      |
| 8月13日 | J1第25節           | FC東京 - C大阪（味スタ）    | 台風8号の影響                  | 10月12日   |      |
| 8月13日 | J1第25節           | 川崎 - 京都（等々力）       | 台風8号の影響                  | 10月12日   |      |
| 8月13日 | J2第31節           | 横浜FC - 群馬（ニッパツ）   | 台風8号の影響                  | 8月16日    |      |
| 8月13日 | J2第31節           | 水戸 - 東京V（Ksスタ）      | 台風8号の影響                  | 9月21日    |      |
| 8月13日 | J3第20節           | 相模原 - 福島（ギオンス）   | 台風8号の影響                  | 8月30日    |      |
| 8月13日 | J3第20節           | 沼津 - 藤枝（愛鷹）         | 台風8号の影響                  | 9月21日    |      |
| 8月20日 | J2第32節           | 金沢 - 長崎（石川西部）     | 長崎関係者のCOVID-19陽性判定   | 9月6日     |      |
| 8月27日 | J2第33節           | 長崎 - 栃木（トラスタ）     | 長崎関係者のCOVID-19陽性判定   | 9月21日    |      |
| 8月27日 | J2第33節           | 大宮 - 山形（NACK）         | 山形関係者のCOVID-19陽性判定   | 10月5日    |      |
| 9月18日 | J3第25節           | 鹿児島 - 北九州（白波スタ） | 台風14号の影響                 | 9月19日    |      |
| 9月18日 | J3第25節           | 宮崎 - 愛媛（ユニスタ）     | 台風14号の影響                 | 10月27日   |      |
| 9月19日 | J2第37節           | 熊本 - 岩手（えがおS）      | 台風14号の影響                 | 9月20日    |      |
| 10月1日 | J1第31節           | 清水 - 磐田（アイスタ）     | 台風15号に伴う災害の影響       | 10月22日   |      |

## J1
| 順 | チーム                 | 試 | 勝 | 分 | 敗 | 得 | 失 | 差  | 点 | 出場権または降格               |
| -- | ---------------------- | -- | -- | -- | -- | -- | -- | --- | -- | ------------------------------ |
| 1  | 横浜F・マリノス (C, Q) | 34 | 20 | 8  | 6  | 70 | 35 | +35 | 68 | ACL2023 グループステージ出場   |
| 2  | 川崎フロンターレ (Q)   | 34 | 20 | 6  | 8  | 65 | 42 | +23 | 66 | ACL2023 グループステージ出場   |
| 3  | サンフレッチェ広島     | 34 | 15 | 10 | 9  | 52 | 41 | +11 | 55 | J1残留                         |
| 4  | 鹿島アントラーズ       | 34 | 13 | 13 | 8  | 47 | 42 | +5  | 52 | J1残留                         |
| 5  | セレッソ大阪           | 34 | 13 | 12 | 9  | 46 | 40 | +6  | 51 | J1残留                         |
| 6  | FC東京                 | 34 | 14 | 7  | 13 | 46 | 43 | +3  | 49 | J1残留                         |
| 7  | 柏レイソル             | 34 | 13 | 8  | 13 | 43 | 44 | −1  | 47 | J1残留                         |
| 8  | 名古屋グランパス       | 34 | 11 | 13 | 10 | 30 | 35 | −5  | 46 | J1残留                         |
| 9  | 浦和レッズ (Q)         | 34 | 10 | 15 | 9  | 48 | 39 | +9  | 45 | ACL2023 プレーオフステージ出場 |
| 10 | 北海道コンサドーレ札幌 | 34 | 11 | 12 | 11 | 45 | 55 | −10 | 45 | J1残留                         |
| 11 | サガン鳥栖             | 34 | 9  | 15 | 10 | 45 | 44 | +1  | 42 | J1残留                         |
| 12 | 湘南ベルマーレ         | 34 | 10 | 11 | 13 | 31 | 39 | −8  | 41 | J1残留                         |
| 13 | ヴィッセル神戸         | 34 | 11 | 7  | 16 | 35 | 41 | −6  | 40 | J1残留                         |
| 14 | アビスパ福岡           | 34 | 9  | 11 | 14 | 29 | 38 | −9  | 38 | J1残留                         |
| 15 | ガンバ大阪             | 34 | 9  | 10 | 15 | 33 | 44 | −11 | 37 | J1残留                         |
| 16 | 京都サンガF.C.         | 34 | 8  | 12 | 14 | 30 | 38 | −8  | 36 | J1参入プレーオフ出場           |
| 17 | 清水エスパルス (R)     | 34 | 7  | 12 | 15 | 44 | 54 | −10 | 33 | J2リーグ 2023へ降格            |
| 18 | ジュビロ磐田 (R)       | 34 | 6  | 12 | 16 | 32 | 57 | −25 | 30 | J2リーグ 2023へ降格            |

## J2
| 順 | チーム                    | 試 | 勝 | 分 | 敗 | 得 | 失 | 差  | 点 | 昇格または降格                  |
| -- | ------------------------- | -- | -- | -- | -- | -- | -- | --- | -- | ------------------------------- |
| 1  | アルビレックス新潟 (C, P) | 42 | 25 | 9  | 8  | 73 | 35 | +38 | 84 | J1昇格                          |
| 2  | 横浜FC (P)                | 42 | 23 | 11 | 8  | 66 | 49 | +17 | 80 | J1昇格                          |
| 3  | ファジアーノ岡山 (Q)      | 42 | 20 | 12 | 10 | 61 | 42 | +19 | 72 | J1参入プレーオフ進出            |
| 4  | ロアッソ熊本 (Q)          | 42 | 18 | 13 | 11 | 58 | 48 | +10 | 67 | J1参入プレーオフ進出            |
| 5  | 大分トリニータ (Q)        | 42 | 17 | 15 | 10 | 62 | 52 | +10 | 66 | J1参入プレーオフ進出            |
| 6  | モンテディオ山形 (Q)      | 42 | 17 | 13 | 12 | 62 | 40 | +22 | 64 | J1参入プレーオフ進出            |
| 7  | ベガルタ仙台              | 42 | 18 | 9  | 15 | 67 | 59 | +8  | 63 |                                 |
| 8  | 徳島ヴォルティス          | 42 | 13 | 23 | 6  | 48 | 35 | +13 | 62 |                                 |
| 9  | 東京ヴェルディ            | 42 | 16 | 13 | 13 | 62 | 55 | +7  | 61 |                                 |
| 10 | ジェフユナイテッド千葉    | 42 | 17 | 10 | 15 | 44 | 42 | +2  | 61 |                                 |
| 11 | V・ファーレン長崎         | 42 | 15 | 11 | 16 | 50 | 54 | −4  | 56 |                                 |
| 12 | ブラウブリッツ秋田        | 42 | 15 | 11 | 16 | 39 | 46 | −7  | 56 |                                 |
| 13 | 水戸ホーリーホック        | 42 | 14 | 12 | 16 | 47 | 46 | +1  | 54 |                                 |
| 14 | ツエーゲン金沢            | 42 | 13 | 13 | 16 | 56 | 69 | −13 | 52 |                                 |
| 15 | FC町田ゼルビア            | 42 | 14 | 9  | 19 | 51 | 50 | +1  | 51 |                                 |
| 16 | レノファ山口FC            | 42 | 13 | 11 | 18 | 51 | 54 | −3  | 50 |                                 |
| 17 | 栃木SC                    | 42 | 11 | 16 | 15 | 32 | 40 | −8  | 49 |                                 |
| 18 | ヴァンフォーレ甲府 (X)    | 42 | 11 | 15 | 16 | 47 | 54 | −7  | 48 | ACL2023-24 グループステージ出場 |
| 19 | 大宮アルディージャ        | 42 | 10 | 13 | 19 | 48 | 64 | −16 | 43 |                                 |
| 20 | ザスパクサツ群馬          | 42 | 11 | 9  | 22 | 36 | 57 | −21 | 42 |                                 |
| 21 | FC琉球 (R)                | 42 | 8  | 13 | 21 | 41 | 65 | −24 | 37 | J3降格                          |
| 22 | いわてグルージャ盛岡 (R)  | 42 | 9  | 7  | 26 | 35 | 80 | −45 | 34 | J3降格                          |

1. ↑  天皇杯 JFA 第102回全日本サッカー選手権大会 優勝による。

## J3
| 順 | チーム               | 試 | 勝 | 分 | 敗 | 得 | 失 | 差  | 点 | 昇格または降格 |
| -- | -------------------- | -- | -- | -- | -- | -- | -- | --- | -- | -------------- |
| 1  | いわきFC (C, P)      | 34 | 23 | 7  | 4  | 72 | 23 | +49 | 76 | J2昇格         |
| 2  | 藤枝MYFC (P)         | 34 | 20 | 7  | 7  | 58 | 29 | +29 | 67 | J2昇格         |
| 3  | 鹿児島ユナイテッドFC | 34 | 21 | 3  | 10 | 55 | 39 | +16 | 66 |                |
| 4  | 松本山雅FC           | 34 | 20 | 6  | 8  | 46 | 33 | +13 | 66 |                |
| 5  | FC今治               | 34 | 18 | 6  | 10 | 55 | 40 | +15 | 60 |                |
| 6  | カターレ富山         | 34 | 19 | 3  | 12 | 55 | 48 | +7  | 60 |                |
| 7  | 愛媛FC               | 34 | 14 | 10 | 10 | 51 | 41 | +10 | 52 |                |
| 8  | AC長野パルセイロ     | 34 | 14 | 10 | 10 | 42 | 41 | +1  | 52 |                |
| 9  | テゲバジャーロ宮崎   | 34 | 12 | 10 | 12 | 45 | 47 | −2  | 46 |                |
| 10 | ヴァンラーレ八戸     | 34 | 14 | 1  | 19 | 32 | 46 | −14 | 43 |                |
| 11 | 福島ユナイテッドFC   | 34 | 11 | 9  | 14 | 37 | 45 | −8  | 42 |                |
| 12 | ガイナーレ鳥取       | 34 | 12 | 5  | 17 | 55 | 56 | −1  | 41 |                |
| 13 | ギラヴァンツ北九州   | 34 | 11 | 7  | 16 | 41 | 45 | −4  | 40 |                |
| 14 | FC岐阜               | 34 | 10 | 7  | 17 | 43 | 53 | −10 | 37 |                |
| 15 | アスルクラロ沼津     | 34 | 8  | 7  | 19 | 27 | 46 | −19 | 31 |                |
| 16 | Y.S.C.C.横浜         | 34 | 8  | 4  | 22 | 25 | 66 | −41 | 28 |                |
| 17 | カマタマーレ讃岐     | 34 | 6  | 9  | 19 | 27 | 49 | −22 | 27 |                |
| 18 | SC相模原             | 34 | 6  | 7  | 21 | 31 | 50 | −19 | 25 |                |

## 昇格・降格
J1からJ2への降格
- J1第33節 (10月29日) の結果によりジュビロ磐田の17位以下が確定し、J2降格が決定。
- J1第34節（11月5日）の結果により清水エスパルスの17位が確定し、J2降格が決定。

J2からJ1への昇格
- J2第40節第1日 (10月8日) の結果によりアルビレックス新潟の2位以上が確定し、J1昇格が決定。
- J2第41節第1日 (10月16日) の結果により横浜FCの2位が確定し、J1昇格が決定。

J2からJ3への降格
- J2第41節第1日（10月16日）の結果によりFC琉球といわてグルージャ盛岡の21位以下が確定。10月25日に行われたJリーグ理事会でJ3の2位以内に入る可能性のある7クラブにJ1またはJ2ライセンスが付与されることが確定した ことから、両クラブのJ3降格が決定。

J3からJ2への昇格
- J2第32節 (11月6日) の結果によりいわきFCの1位が確定し、J2昇格が決定。
- J2第34節 (11月20日) の結果により藤枝MYFCの2位が確定し、J2昇格が決定。

JFLからJ3への入会
- 10月25日に行われたJリーグ理事会で、ラインメール青森・ヴィアティン三重・FC大阪・奈良クラブ・ヴェルスパ大分の5クラブに対して、順位要件（この年のJFLで4位以内且つJリーグ百年構想クラブの中で上位2位以内）並びに平均入場者数要件（2000人以上）を充足させることを条件にJ3入会を承認。
- JFL第28節第1日 (11月5日) の結果により奈良クラブの入会条件の充足が確定し、JリーグおよびJ3入会が確定。
- JFL第30節第1日 (11月20日) の結果によりFC大阪の入会条件の充足が確定し、JリーグおよびJ3入会が確定。

### J1参入プレーオフ
2022 J1参入プレーオフ（2022 J.League J1/J2 Play-Offs）

|  | 1回戦 (10月30日・えがおS / Cスタ) | 1回戦 (10月30日・えがおS / Cスタ) | 1回戦 (10月30日・えがおS / Cスタ) |  |  | 2回戦 (11月6日・えがおS) | 2回戦 (11月6日・えがおS) | 2回戦 (11月6日・えがおS) |  |  | 決定戦 (11月13日・サンガS) | 決定戦 (11月13日・サンガS) | 決定戦 (11月13日・サンガS) |
|  |                                   |                                   |                                   |  |  |                          |                          |                          |  |  |                            |                            |                            |
|  | J2 4位                            | ロアッソ熊本                      | 2                                 |  |  |                          |                          |                          |  |  |                            |                            |                            |
|  | J2 5位                            | 大分トリニータ                    | 2                                 |  |  |                          |                          |                          |  |  | J1 16位                    | 京都サンガF.C.             | 1                          |
|  |                                   |                                   |                                   |  |  | J2 4位                   | ロアッソ熊本             | 2                        |  |  | J2 4位                     | ロアッソ熊本               | 1                          |
|  |                                   |                                   |                                   |  |  | J2 6位                   | モンテディオ山形         | 2                        |  |  |                            |                            |                            |
|  | J2 3位                            | ファジアーノ岡山                  | 0                                 |  |  |                          |                          |                          |  |  |                            |                            |                            |
|  | J2 6位                            | モンテディオ山形                  | 3                                 |  |  |                          |                          |                          |  |  |                            |                            |                            |

#### 1回戦
| ファジアーノ岡山 (J2・3位) | 0 - 3             | モンテディオ山形 (J2・6位)                                             |
| -------------------------- | ----------------- | ---------------------------------------------------------------------- |
|                            | 公式記録 試合経過 | - ディサロ燦シルヴァーノ 5分 - デラトーレ 75分 - チアゴ・アウベス 80分 |

| ロアッソ熊本 (J2・4位)              | 2 - 2             | 大分トリニータ (J2・5位)         |
| ----------------------------------- | ----------------- | -------------------------------- |
| - 坂本亘基 87分 - 粟飯原尚平 90+2分 | 公式記録 試合経過 | - 伊佐耕平 1分 - ペレイラ 90+8分 |

引き分けのため、シーズン成績上位の熊本が2回戦進出。

#### 2回戦
| ロアッソ熊本                                 | 2 - 2             | モンテディオ山形              |
| -------------------------------------------- | ----------------- | ----------------------------- |
| - イヨハ理ヘンリー 12分 - 杉山直宏 50分 (PK) | 公式記録 試合経過 | - 山田康太 17分 - 南秀仁 24分 |

引き分けのため、シーズン成績上位の熊本が決定戦進出。

#### 決定戦
決定戦に挑むのは、12年ぶりのJ1で序盤は躍進を遂げた が次第に調子を落とし、最終節で降格の決まっていた磐田と引き分け4試合勝ち無しでシーズンを終え、17位清水の敗戦で辛うじて自動降格を免れた16位京都 と、J2復帰の年、大卒中心の若手を積極起用したパスサッカーが結実し、プレーオフで5位大分、6位山形相手に共に2-2で引き分け、J1昇格に王手をかけた4位熊本 の2クラブ。両者の通算対戦成績は京都の11勝3分2敗。熊本監督の大木武は2012年・2013年に京都を指揮してJ1昇格プレーオフに進みながら敗退しており、立場を変えての対決となった。
高い位置からボールを奪うスタイル同士の対戦となったこの試合、一進一退の攻防から徐々に熊本優勢となり、前半37分にDF菅田真啓のボール奪取からFW杉山直宏がミドルシュートを放つも京都GK上福元直人に阻まれる。そこから京都はカウンターを仕掛け、ボールを収めたMF松田天馬が前方にパスを送ると、熊本MF三島頌平のトラップミスと熊本GK佐藤優也の飛び出しを見逃さなかったFW豊川雄太がゴール右隅に流し込み、京都が先制点を挙げ、そのまま前半が終了する。
後半の立ち上がりも京都が攻勢を見せるが、熊本が後半12分にFWターレスを投入すると徐々にチャンスを生み出すようになり、後半23分にターレスの突破から得たコーナーキックで、MF河原創のボールをDFイヨハ理ヘンリーがニアサイドで軌道を変えてゴールに流し込み、熊本が同点に追いつく。勝ち越さなければJ1昇格のない熊本はさらに猛攻を見せるが、京都の堅い守備の前にゴールをこじ開けることが出来ず、後半アディショナルタイムで得たコーナーキックからのチャンスも、ペナルティエリア内にこぼれたボールに反応した熊本FW平川怜のシュートは途中投入された京都FWピーター・ウタカの顔面ブロックに阻まれ、その跳ね返りを再び平川が狙うも今度はポストに跳ね返されてゴールならず、万事休す。京都が引き分けでJ1残留を決めた。
| 京都サンガF.C. (J1・16位) | 1 - 1             | ロアッソ熊本 (J2・4位) |
| ------------------------- | ----------------- | ---------------------- |
| 豊川雄太 39分             | 公式記録 試合経過 | イヨハ理ヘンリー 68分  |

| 京都サンガF.C. |    |                  |  |      |
| GK             | 21 | 上福元直人       |  |      |
| DF             | 03 | 麻田将吾         |  |      |
| DF             | 14 | 白井康介         |  |      |
| DF             | 17 | 荻原拓也         |  | 70分 |
| DF             | 31 | 井上黎生人       |  |      |
| MF             | 10 | 福岡慎平         |  | 88分 |
| MF             | 16 | 武田将平         |  |      |
| MF             | 18 | 松田天馬         |  | 70分 |
| MF             | 24 | 川﨑颯太         |  |      |
| FW             | 11 | 山﨑凌吾         |  | 70分 |
| FW             | 23 | 豊川雄太         |  | 61分 |
| 控え選手       |    |                  |  |      |
| GK             | 01 | 若原智哉         |  |      |
| DF             | 06 | 本多勇喜         |  | 70分 |
| MF             | 19 | 金子大毅         |  | 61分 |
| MF             | 44 | 佐藤響           |  | 70分 |
| FW             | 09 | ピーター・ウタカ |  | 70分 |
| FW             | 13 | 宮吉拓実         |  | 88分 |
| FW             | 47 | パウリーニョ     |  |      |
| 監督           |    |                  |  |      |
| 曺貴裁         |    |                  |  |      |

| ロアッソ熊本 |    |                  |      |      |
| GK           | 23 | 佐藤優也         |      |      |
| DF           | 02 | 黒木晃平         |      | 75分 |
| DF           | 05 | 菅田真啓         |      |      |
| DF           | 03 | イヨハ理ヘンリー | 47分 |      |
| MF           | 15 | 三島頌平         |      | 75分 |
| MF           | 06 | 河原創           |      |      |
| MF           | 14 | 竹本雄飛         |      |      |
| FW           | 18 | 杉山直宏         |      | 88分 |
| FW           | 37 | 平川怜           | 30分 |      |
| FW           | 09 | 髙橋利樹         |      | 75分 |
| FW           | 16 | 坂本亘基         |      | 57分 |
| 控え選手     |    |                  |      |      |
| GK           | 01 | 田代琉我         |      |      |
| DF           | 04 | 酒井崇一         |      |      |
| DF           | 33 | 阿部海斗         |      | 75分 |
| MF           | 21 | ターレス         |      | 57分 |
| MF           | 32 | 藤田一途         |      | 75分 |
| FW           | 11 | 粟飯原尚平       |      | 75分 |
| FW           | 28 | 土信田悠生       |      | 88分 |
| 監督         |    |                  |      |      |
| 大木武       |    |                  |      |      |

## 表彰
Jリーグアウォーズはこの年からJ1・J2・J3をそれぞれ別に表彰することになり、J1対象の「Jリーグアウォーズ」が11月7日に東京都内で、「J2リーグアウォーズ」「J3リーグアウォーズ」がそれぞれ11月14日・21日にオンラインで開催された。
| 賞                       | 受賞者 |
| ------------------------ | --- |
| 最優秀選手賞 (J1)        | 岩田智輝 (横浜F・マリノス) |
| 最優秀選手賞 (J2)        | 小川航基 (横浜FC) |
| 最優秀選手賞 (J3)        | 有田稜 (いわきFC) |
| 得点王 (J1)              | チアゴ・サンタナ (清水エスパルス) |
| 得点王 (J2)              | 小川航基 (横浜FC) |
| 得点王 (J3)              | 有田稜 (いわきFC) |
| ベストヤングプレーヤー賞 | 細谷真大 (柏レイソル) |
| 優勝監督賞 (J1)          | ケヴィン・マスカット (横浜F・マリノス) |
| 優勝監督賞 (J2)          | 松橋力蔵 (アルビレックス新潟) |
| 優勝監督賞 (J3)          | 村主博正 (いわきFC) |
| 優秀監督賞 (J1)          | ミヒャエル・スキッベ (サンフレッチェ広島) |
| 優秀監督賞 (J2)          | 大木武 (ロアッソ熊本) |
| 優秀監督賞 (J3)          | 須藤大輔 (藤枝MYFC) |
| 最優秀主審賞             | 佐藤隆治 |
| 最優秀副審賞             | 聳城巧 |
| フェアプレー賞 高円宮杯  | 浦和レッズ、清水エスパルス |
| フェアプレー賞 (J1)      | 浦和レッズ、清水エスパルス、ヴィッセル神戸、サンフレッチェ広島、名古屋グランパス、セレッソ大阪、湘南ベルマーレ、FC東京 |
| フェアプレー賞 (J2)      | アルビレックス新潟、大宮アルディージャ、V・ファーレン長崎、ザスパクサツ群馬 、ヴァンフォーレ甲府、ファジアーノ岡山、ジェフユナイテッド千葉、ロアッソ熊本、東京ヴェルディ、ツエーゲン金沢、ブラウブリッツ秋田 、大分トリニータ、横浜FC 、モンテディオ山形 |
| フェアプレー賞 (J3)      | カターレ富山、ヴァンラーレ八戸、テゲバジャーロ宮崎、いわきFC、カマタマーレ讃岐、福島ユナイテッドFC、アスルクラロ沼津、愛媛FC、ガイナーレ鳥取、ギラヴァンツ北九州                                                                                         |
| フェアプレー個人賞       | 該当無し |
| 功労選手賞               | 青木剛、 阿部勇樹、 石原直樹、 大久保嘉人、 角田誠、 小林祐三、 高橋義希、 田中達也、 田中マルクス闘莉王、 田中佑昌、 玉田圭司、 谷澤達也 |
| 功労審判員賞             | 家本政明、 扇谷健司、 岡野宇広、 小椋剛、 相樂亨、 手塚洋、 東城穣、 中原美智雄、 名木利幸、 間島宗一、 村上孝治、 村上伸次、 山口博司、 吉田寿光 |
| 最優秀育成クラブ賞       | 柏レイソル |
| 最優秀ゴール賞 (J1)      | 川村拓夢 (サンフレッチェ広島) 第28節 vs清水戦 90+5分 (Eスタ) |
| 最優秀ゴール賞 (J2)      | 山口一真 (FC町田ゼルビア) 第16節 vs新潟戦 29分 (Gスタ) |
| 最優秀ゴール賞 (J3)      | ロリス・ティネッリ (Y.S.C.C.横浜) 第26節 vs松本戦 44分 (アルウィン) |

### ベストイレブン
| Pos. | 選手名           | 回 | 所属クラブ       |
| ---- | ---------------- | -- | ---------------- |
| GK   | 高丘陽平         | 初 | 横浜F・マリノス  |
| DF   | 谷口彰悟         | 4  | 川崎フロンターレ |
| DF   | 岩田智輝         | 初 | 横浜F・マリノス  |
| DF   | 山根視来         | 3  | 川崎フロンターレ |
| DF   | 小池龍太         | 初 | 横浜F・マリノス  |
| MF   | 家長昭博         | 4  | 川崎フロンターレ |
| MF   | 水沼宏太         | 初 | 横浜F・マリノス  |
| MF   | 脇坂泰斗         | 2  | 川崎フロンターレ |
| FW   | チアゴ・サンタナ | 初 | 清水エスパルス   |
| FW   | エウベル         | 初 | 横浜F・マリノス  |
| FW   | マルシーニョ     | 初 | 川崎フロンターレ |

| Pos. | 選手名           | 所属クラブ         |
| ---- | ---------------- | ------------------ |
| GK   | 小島亨介         | アルビレックス新潟 |
| DF   | ヨルディ・バイス | ファジアーノ岡山   |
| DF   | 堀米悠斗         | アルビレックス新潟 |
| DF   | 舞行龍ジェームズ | アルビレックス新潟 |
| MF   | 伊藤涼太郎       | アルビレックス新潟 |
| MF   | 長谷川竜也       | 横浜FC             |
| MF   | 河原創           | ロアッソ熊本       |
| MF   | 高木善朗         | アルビレックス新潟 |
| MF   | 高宇洋           | アルビレックス新潟 |
| FW   | 小川航基         | 横浜FC             |
| FW   | 髙橋利樹         | ロアッソ熊本       |

| Pos. | 選手名   | 所属クラブ           |
| ---- | -------- | -------------------- |
| GK   | 内山圭   | 藤枝MYFC             |
| DF   | 安藤智哉 | FC今治               |
| DF   | 家泉怜依 | いわきFC             |
| DF   | 林堂眞   | カターレ富山         |
| DF   | 広瀬健太 | 鹿児島ユナイテッドFC |
| MF   | 嵯峨理久 | いわきFC             |
| MF   | 日高大   | いわきFC             |
| MF   | 横山暁之 | 藤枝MYFC             |
| MF   | 山下優人 | いわきFC             |
| FW   | 有田稜   | いわきFC             |
| FW   | 有田光希 | 鹿児島ユナイテッドFC |

## 協賛団体
| 協賛カテゴリー種別                                  | 協賛団体名                                                                      | 契約開始年度 |
| --------------------------------------------------- | ------------------------------------------------------------------------------- | ------------ |
| Jリーグタイトルパートナー                           | 明治安田生命保険                                                                | 2015年       |
| Jリーグオフィシャルブロードキャスティングパートナー | DAZN Japan Investment                                                           | 2017年       |
| Jリーグトップパートナー                             | アイデム                                                                        | 2005年       |
| Jリーグトップパートナー                             | ルートインジャパン                                                              | 2015年       |
| Jリーグトップパートナー                             | イオンリテール                                                                  | 2015年       |
| Jリーグトップパートナー                             | エレクトロニック・アーツ (EAスポーツ)                                           | 2016年       |
| Jリーグトップパートナー                             | NTTドコモ                                                                       | 2017年       |
| Jリーグトップパートナー                             | コナミデジタルエンタテインメント                                                | 2018年       |
| Jリーグトップパートナー                             | いちご                                                                          | 2019年       |
| Jリーグ百年構想パートナー                           | 朝日新聞社                                                                      | 2003年       |
| リーグカップパートナー                              | ヤマザキビスケット                                                              | 1992年       |
| スーパーカップパートナー                            | 富士フイルムビジネスイノベーション                                              | 1994年       |
| Jリーグオフィシャルエクイップメントパートナー       | モルテン                                                                        | 1993年       |
| Jリーグオフィシャルエクイップメントパートナー       | アディダス ジャパン                                                             | 2005年       |
| スポーツ振興パートナー                              | 日本スポーツ振興センター (スポーツ振興くじ <toto>)                              | 2003年       |
| Jリーグオフィシャルチケッティングパートナー         | ぴあ                                                                            | 2012年       |
| JリーグオフィシャルECプラットフォームパートナー     | 楽天グループ                                                                    | 2017年       |
| Jリーグオフィシャルテクノロジーパートナー           | NTTグループ                                                                     | 2017年       |
| Jリーグサポーティングカンパニー                     | ヤフー (Yahoo! JAPAN)                                                           | 2015年       |
| Jリーグサポーティングカンパニー                     | デロイトトーマツファイナンシャルアドバイザリー デロイトトーマツコンサルティング | 2017年       |
| Jリーグサポーティングカンパニー                     | IMAGICA GROUP イマジカ・ライヴ                                                  | 2021年       |
| Jリーグサポーティングカンパニー                     | データスタジアム                                                                | 2021年       |
| Jリーグサポーティングカンパニー                     | LINE                                                                            | 2021年       |
| Jリーグサポーティングカンパニー                     | サントリーウエルネス                                                            | 2022年       |

## Jリーグ百年構想クラブ
2022年7月17日時点。特記なしはいずれも日本フットボールリーグ (JFL) 所属。
前年度からの継続
- ラインメール青森
- 栃木シティ（関東1部）
- VONDS市原FC（関東1部）
- クリアソン新宿
- 南葛SC（関東1部）
- ヴィアティン三重
- FC大阪
- 奈良クラブ
- ヴェルスパ大分

2022年2月新規承認
- コバルトーレ女川（東北1部）
- 東京23FC（関東1部）
- 高知ユナイテッドSC
- 沖縄SV（九州1部）

なお、鈴鹿ポイントゲッターズは2022年6月をもって資格喪失。

## 2023年度クラブライセンス審査結果
2022年9月27日、Jリーグは2023年度Jリーグクラブライセンスのうち、クラブライセンス交付第一審機関 (FIB) 決定によるJ1ライセンスの判定結果を発表した。2022年度判定分のライセンスからアジアサッカー連盟 (AFC) クラブライセンスへの相互互換の対象はJ1ライセンスのみとなり、J1ライセンスへは46クラブから申請があり、新規にJ1ライセンスを認められた岩手を含む全クラブがJ1ライセンス交付となった。
また、同日、J3ライセンスのうち新規入会希望クラブ対象のものについても判定結果がJリーグ理事会で承認された。JFL加盟の百年構想クラブ7クラブから申請があり（2022年度のJ3ライセンスを受けていた鈴鹿ポイントゲッターズは百年構想クラブ失格により申請不可）、新規にJ3ライセンスが認められた高知ユナイテッドSCを含む6クラブにJ3ライセンス交付が認められた。一方、クリアソン新宿については施設基準で未充足となったため、ライセンス不交付の判定となった。
10月25日にはJ2ライセンス と現所属クラブに対するJ3ライセンス の判定結果がJリーグ理事会で承認されたが、J2ライセンスを申請していたY.S.C.C.横浜については財務状況の詳細確認のため継続審議となり、11月22日の理事会でJ2ライセンスが与えられることが決まった。
クラブ名の後ろに「」が付いたクラブは当該ライセンスを初めて交付されたクラブ。「（例外）」はスタジアムや練習場の上位ライセンス基準を充足するための改修・改築、ないしは新設計画があることによる例外規定を適用した特例で上位ライセンスを取得したクラブ。
- J1ライセンス交付（46クラブ） - 札幌、岩手（例外）、仙台、秋田（例外）、山形、鹿島、水戸（例外）、栃木、群馬、浦和、大宮、千葉、柏、FC東京、東京V、町田、川崎F、横浜FM、横浜FC、湘南、甲府、松本、新潟、富山、金沢、清水、磐田、名古屋、岐阜、京都、G大阪、C大阪、神戸、岡山、広島、山口、徳島、愛媛、福岡、北九州、鳥栖、長崎、熊本、大分、鹿児島（例外）、琉球（例外）
- J2ライセンス交付（10クラブ） - 八戸（例外）、福島（例外）、いわき（例外）、YS横浜、相模原（例外）、長野、藤枝（例外）、鳥取、讃岐、今治（例外）
- J3ライセンス交付（8クラブ） - 青森、沼津、三重、FC大阪、奈良、高知、V大分、宮崎
- J3ライセンス不交付（1クラブ） - 新宿